# Alvin Julian
Alvin F. "Doggie" Julian (Reading, 5 de abril de 1901 – Worcester, 28 de julho de 1967) foi um famoso treinador de basquetebol masculino estadunidense. Ganhou maior fama ao comandar o Boston Celtics, porém uma sequência negativa na última temporada levou a pedir demissão. Foi introduzido no Basketball Hall of Fame em 1968, como treinador.